# Pollice alzato

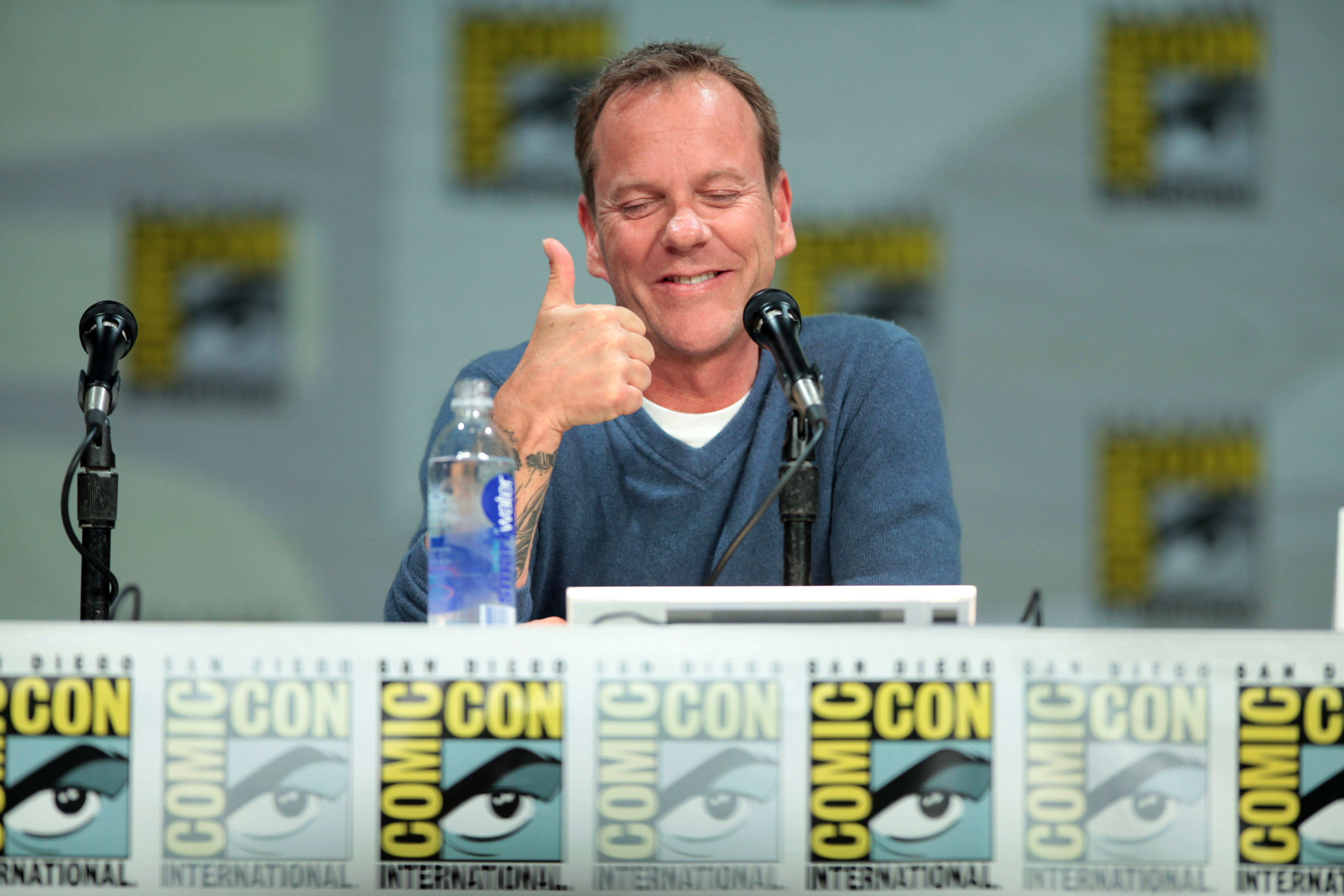
L'attore Kiefer Sutherland con il pollice alzato

Il pollice alzato è un gesto della mano che consiste in un pugno chiuso ad eccezione del pollice rivolto verso l'alto.
L'origine del gesto è ignota. Viene erroneamente attribuita ai tempi dell'antica Roma in contrapposizione al pollice verso. Le prime testimonianze scritte del gesto risalgono alla prima guerra mondiale, sebbene si sia diffuso in tutto il mondo durante la seconda guerra mondiale.
Ha generalmente un significato positivo, soprattutto in Occidente, sebbene abbia una connotazione negativa in Africa occidentale e in paesi come la Grecia, la Russia o l'Iran. Nell'era di Internet viene utilizzato da piattaforme web, principalmente Facebook, per indicare apprezzamento.